# Villers-Carbonnel
Pour les articles homonymes, voir Villers.
Villers-Carbonnel est une commune française située dans le département de la Somme, en région Hauts-de-France.

## Géographie

### Localisation
Villers-Carbonnel est un village picard du Santerre, situé au carrefour des anciennes routes nationales RN 17 et RN 29 (actuelles RD 1029 et RD 1017), à proximité de la vallée de la Somme et du canal du Nord.

#### Communes limitrophes
| Belloy-en-Santerre | Barleux           | Éterpigny           |
| Berny-en-Santerre  | Villers-Carbonnel | Brie                |
| Fresnes-Mazancourt | Misery            | Saint-Christ-Briost |

### Nature du sol et du sous-sol
Le sol de la commune est argilo-siliceux sauf sur une petite partie du coteau entre le plateau et la vallée sèche du Passillon où le sol est calcaire.

### Relief, paysage, végétation
Le relief de la commune est celui d'un plateau qui s'élève à 90 m d'altitude parcouru par une vallée sèche, la vallée du Passillon. À l'est du territoire, la vallée de la Somme offre un paysage d'étangs.

### Hydrographie

#### Réseau hydrographique
La commune est située dans le bassin Artois-Picardie. Elle est drainée par la rivière Somme , la Somme canalisée, le ruisseau de la Fontaine des Billes et divers autres petits cours d'eau.
La Somme est un fleuve du nord de la France, en région Hauts-de-France, qui traverse les deux départements de l'Aisne et de la Somme. Il prend sa source dans la commune de Fonsomme et se jette  dans la Manche par la baie de Somme entre Le Crotoy et Saint-Valery-sur-Somme.
Le canal de la Somme, construit entre 1770 et 1827, et mis au gabarit Freycinet en 1880, est long 170 km. Il débute à Saint-Simon où il touche au canal de Saint-Quentin et débouche dans la baie de Somme.

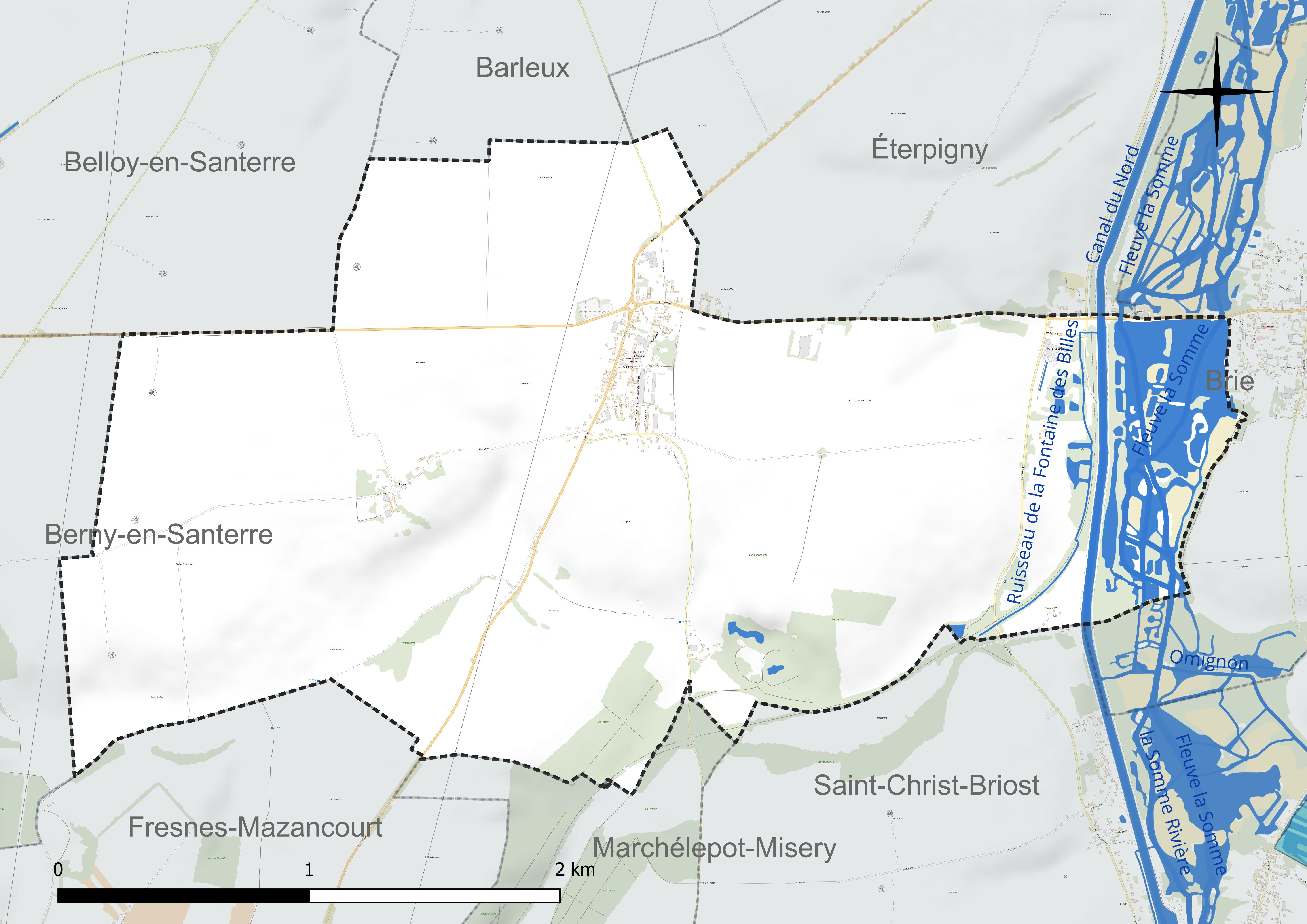
Réseau hydrographique de Villers-Carbonnel.

#### Gestion et qualité des eaux
Le territoire communal est couvert par le schéma d'aménagement et de gestion des eaux (SAGE) « Haute Somme ». Ce document de planification concerne un territoire de 1 798 km2 de superficie, délimité par le bassin versant de la Haute Somme est constitué d'un réseau hydrographique complexe de cours d'eau, de marais, d'étangs et de canaux. Le périmètre a été arrêté le 21 avril 2006 et le SAGE proprement dit a été approuvé le 15 juin 2017. La structure porteuse de l'élaboration et de la mise en œuvre est le syndicat mixte d'aménagement hydraulique du bassin versant de la Somme (AMEVA).
La qualité des cours d'eau peut être consultée sur un site dédié géré par les agences de l'eau et l'Agence française pour la biodiversité.

### Climat
Pour des articles plus généraux, voir Climat des Hauts-de-France et Climat de la Somme.
En 2010, le climat de la commune est de type climat océanique dégradé des plaines du Centre et du Nord, selon une étude du CNRS s'appuyant sur une série de données couvrant la période 1971-2000. En 2020, Météo-France publie une typologie des climats de la France métropolitaine dans laquelle la commune est exposée à un climat océanique et est dans la région climatique Nord-est du bassin Parisien, caractérisée par un ensoleillement médiocre, une pluviométrie moyenne régulièrement répartie au cours de l'année et un hiver froid (3 °C).
Pour la période 1971-2000, la température annuelle moyenne est de 10,4 °C, avec une amplitude thermique annuelle de 14,8 °C. Le cumul annuel moyen de précipitations est de 712 mm, avec 11,1 jours de précipitations en janvier et 8,9 jours en juillet. Pour la période 1991-2020, la température moyenne annuelle observée sur la station météorologique la plus proche, située sur la commune d'Estrées-Mons à 8 km à vol d'oiseau, est de 11,0 °C et le cumul annuel moyen de précipitations est de 647,5 mm,. Pour l'avenir, les paramètres climatiques de la commune estimés pour 2050 selon différents scénarios d'émission de gaz à effet de serre sont consultables sur un site dédié publié par Météo-France en novembre 2022.

## Urbanisme

### Typologie
Au 1er janvier 2024, Villers-Carbonnel est catégorisée commune rurale à habitat dispersé, selon la nouvelle grille communale de densité à sept niveaux définie par l'Insee en 2022.
Elle est située hors unité urbaine. Par ailleurs la commune fait partie de l'aire d'attraction de Péronne, dont elle est une commune de la couronne,. Cette aire, qui regroupe 52 communes, est catégorisée dans les aires de moins de 50 000 habitants,.

### Occupation des sols
L'occupation des sols de la commune, telle qu'elle ressort de la base de données européenne d'occupation biophysique des sols Corine Land Cover (CLC), est marquée par l'importance des territoires agricoles (87,2 % en 2018), une proportion identique à celle de 1990 (87,2 %). La répartition détaillée en 2018 est la suivante : 
terres arables (80,6 %), eaux continentales (6,6 %), prairies (3,7 %), zones urbanisées (3,4 %), zones agricoles hétérogènes (2,9 %), forêts (2,2 %), zones humides intérieures (0,6 %). L'évolution de l'occupation des sols de la commune et de ses infrastructures peut être observée sur les différentes représentations cartographiques du territoire : la carte de Cassini (XVIIIe siècle), la carte d'état-major (1820-1866) et les cartes ou photos aériennes de l'IGN pour la période actuelle (1950 à aujourd'hui).

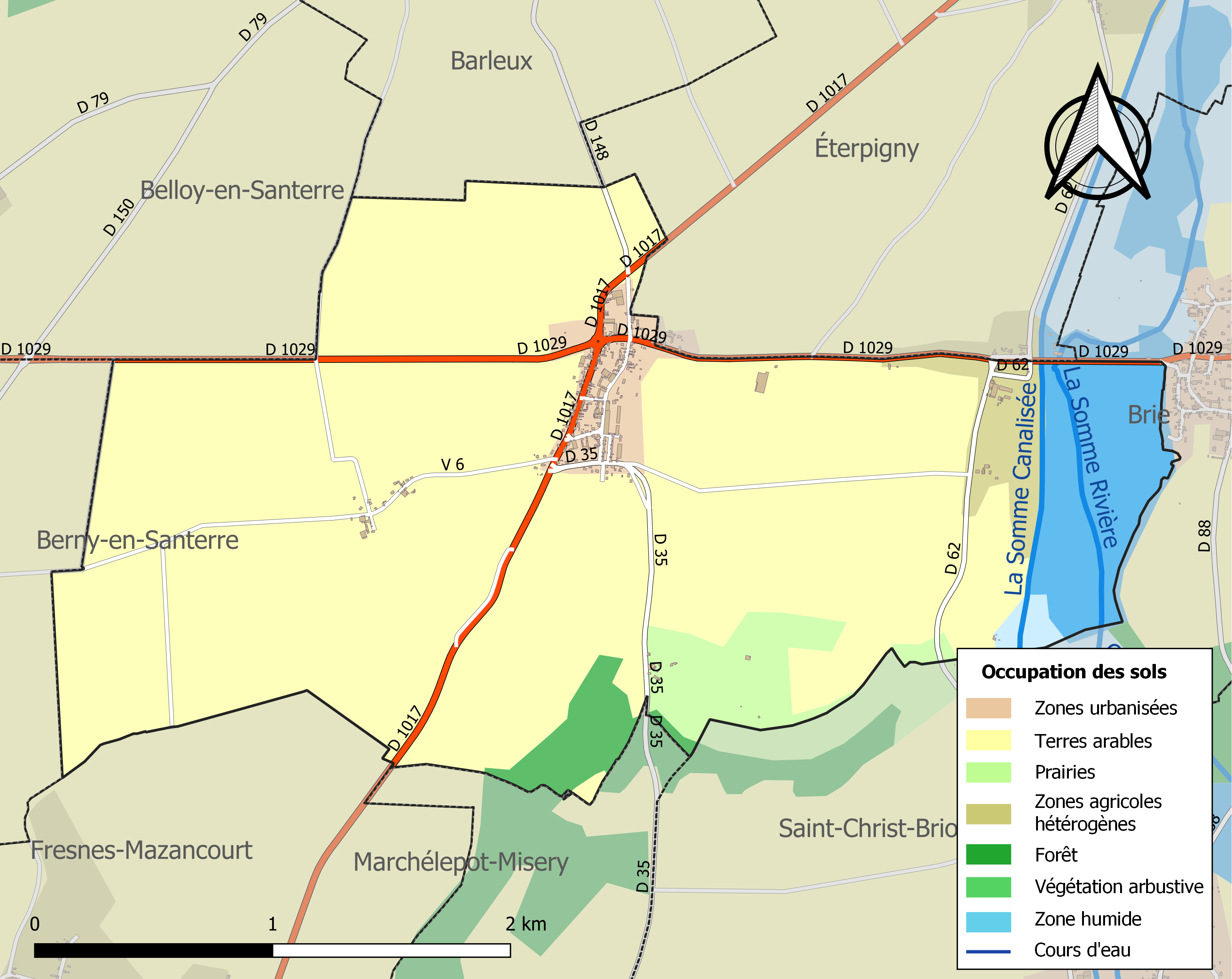
Carte des infrastructures et de l'occupation des sols de la commune en 2018 (CLC).

### Habitat
La commune de Villers-Carbonnel se compose d'une agglomération principale et de trois hameaux, Pont-lès-Brie, Happlaincourt et Horgny.

### Activité économique et de service
Outre l'agriculture qui reste l'activité dominante, la commune possède une entreprise de produits chimiques à Pont-lès-Brie.

### Voies de communication
Villers-Carbonnel est située au croisement de la route Amiens - Saint-Quentin et de la route Paris - Lille. Le canal de la Somme traverse aussi la commune. L'ancienne voie ferrée de Saint-Just-en-Chaussée à Cambrai desservait la commune par la gare de Pont-lès-Brie.

### Voies de communication et transports
La localité est desservie par les autocars du réseau inter-urbain Trans'80, Hauts-de-France (ligne no 44, Montdidier - Chaulnes - Péronne - Roisel, ligne no 47, ligne no 50 et ligne no 59, Harbonnières - Péronne).

## Toponymie
Le nom de la localité est attesté sous les formes Vileirs (1113) ; Villers (1153) ; Vilers (1230) ; Villers in calceia (12..) ; Villers Carbonnel (1263) ; Villers en le cauchie (1263) ; Villers le Carbonnel (1433) ; Villers Carbonel (1567) ; Villiers Carbonnel (1648) ; Villiers Carbonnet (1648) ; Villers outreaux (1747) ; Villers Carbonne (1761) ; Viller Carbonnel (1764) ; Villers Charbon (1764) ; Villers-Carbonnelle (1777).
Le nom Villers-Carbonnel est d'origine romane, villare désignant, en général, une partie de villa (domaine gallo-romain) détachée du domaine principal. Carbonnel pourrait provenir du fait que le site aurait été un lieu de stockage de charbon de bois ou d'un nom de personne. Carbonnel est un nom de famille dérivant de carbon, forme méridionale (diminutif du catalan Carbó, « charbon »), ou normande (du latin carbone), de charbon et désigne le « charbonnier », surnom du métier.

## Histoire

### Préhistoire
Le site de Villers-Carbonnel fut peuplé à la période néolithique par des hommes du Chasséen qui construisirent deux vastes enceintes successives, la plus ancienne protégée par un fossé et une palissade, mesurait environ six hectares, la plus récente protégeait un terrain d'environ quinze hectares et renfermait des bâtiments, des fossés, des fours, etc. C'est dans l'un des fours effondrés, que les archéologues ont mis au jour, lors de fouilles archéologiques en 2011, les fragments d'une statuette entière de femme.

### Antiquité
La voie romaine de Samarobriva (Amiens) à Augusta Viromanduorum (Saint-Quentin) passait par Villers-Carbonnel. Des vestiges d'une villa gallo-romaine ont été retrouvés sur le territoire de la commune.

### Moyen Âge
En 1153, une charte d'Yves de Nesle en faveur du monastère de Val-Séry porte entre autres la signature de Draco de Villers et de son frère Liardus.
En 1197, le cartulaire du prieuré de Lihons-en-Santerre mentionne Appalaincourt où se trouvaient des moulins et une anguillerie près de la chaussée (ancienne voie romaine).
En 1296, il est fait mention de Jean, écuyer et seigneur de Villers-Carbonnel.
En 1370, il est fait mention de Jean de Villers, chevalier.
En 1415, un titre cite Pierre d'Estrées dit « Carbonnel ».
La seigneurie d'Happlaincourt appartenait au Moyen Age à la famille éponyme, dont la filiation est suivie depuis le XVe siècle.
Sont cités :
Jean d'Happlaincourt, mort avant 1485, marié en 1462 avec Michelle d'Halluin, dame de Beaurevoir, de la Maison de Piennes, dont :
Charles d'Happlaincourt, marié en 1484 avec Isabeau de Sailly. Dont :
Jean (I) d'Happlaincourt, marié en 1504 avec Louise de Sains, de la Maison de Marigny. Dont :
Jean (II) d'Happlaincourt, marié en 1535 avec Antoinette de Dompierre, de la Maison de Liéramont. Dont :
Jean (III) d'Happlaincourt, chevalier de l'Ordre du Roi, tué à la bataille de Dreux, en 1562, marié en 1559 avec Barbe d'Ongnies, fille du comte de Chaulnes. Dont une seule fille :
Sarah d'Happlaincourt, mariée en 1578 avec Jean d'Estampes, chevalier, seigneur de Valençay, à qui elle apporta Happlaincourt.
Les d'Estampes se succèdent ensuite comme seigneurs d'Happlaincourt pendant trois générations, jusqu'au début du XVIIIe siècle :
Jacques d'Estampes, seigneur de Valençay et Happlaincourt, fils de Sarah d'Happlaincourt, épouse en 1599 Louise Blondel de Joigny-Bellebrune. Dont :
Dominique d'Estampes, marquis de Valençay et d'Happlaincourt, marié en 1641 avec Marie-Louise de Montmorency-Bouteville. Dont :
Henri Dominique d'Estampes, marquis de Valençay et d'Happlaincourt, marié en 1671 avec Anne Elisabeth d'Estampes, sa parente. Il meurt en 1682, laissant deux fils morts sans postérité. Il a pour successeur à Happlaincourt, son frère :
François Henri d'Estampes, marquis de Valençay, seigneur d'Happlaincourt, mort en 1711, marié en 1702 avec Angélique Françoise de Raymond.
En proie à des difficultés financières, cette dernière vend en 1713 la seigneurie d'Happlaincourt à Philippe d'Amerval.
Philippe d'Amerval teste en 1732 et laisse pour successeur à Happlaincourt, l'un de ses fils :
Louis d'Amerval, capitaine de dragons, chevalier de Saint Louis, marié en 1725 avec Nicole Louise de Recourt. Dont :
Jean Louis d'Amerval, dit le baron d'Happlaincourt, capitaine d'infanterie, chevalier de Saint Louis, mort en 1783, marié en 1759 avec Marie-Marguerite Briet de Formanoir, puis en 1760 avec Marie Thérèse Anne d'Origny. Dont :
Anne Joseph Louis d'Amerval (1775-1859), qui vend Happlaincourt en 1826 à Yves Gilbert Jallu (1768-1831), alors conseiller à la Cour Royale d'Amiens.
Yves Gilbert Jallu est titré chevalier héréditaire par lettres patentes du roi Charles X, le 20 juin 1825. De son mariage avec Julie Marie Madeleine Despreaulx, célébré à Amiens en 1797, il laisse une fille, et un fils qui lui succède à Happlaincourt :
Edouard Jallu (1800-1872), maire de Villers-Carbonnel de 1832 à 1839, marié à Paris en 1834 avec Marie Adélaide Breton, dont plusieurs enfants, qui conservent Happlaincourt jusqu'à la fin du XIXe siècle.

### Époque moderne
En juin 1576, dans le château d'Happlaincourt (aujourd'hui en ruines sur les bords du canal du Nord) a été préparé le manifeste de la première Ligue catholique, sous l'impulsion de seigneurs locaux, parmi lesquels celui d'Happlaincourt, et le gouverneur de Péronne de l'époque, Jacques d'Humières. Le manifeste a ensuite été signé à Péronne le 13 février 1577,.

### Époque contemporaine

#### XIXesiècle
En 1814-1815, les troupes des armées coalisées ravagent le territoire de Villers-Carbonnel.
En 1870-1871, les Allemands occupent la commune qui avait accueilli des soldats français venant de Péronne et ayant pour mission d'attaquer les éclaireurs de l'armée ennemie. Plusieurs soldats originaires de Villers-Carbonnel sont faits prisonniers et emmenés en Allemagne pendant le siège de Péronne.
À la fin du XIXe siècle, la commune bénéficie d'une certaine activité industrielle : carrière de pierre du Passillon qui fournit de la pierre de taille pour les bornes, marches et pavés ; fabrique d'huile et de savon, briqueterie fabriquant 700 000 briques par an.

#### Première Guerre mondiale
En août 1914, au début de la Première Guerre mondiale, Villers-Carbonnel fut occupée par l'armée allemande.
En juin 1916, avant le déclenchement de la bataille de la Somme, la population de Villers-Carbonnel et les réfugiés d'autres villages furent évacués par les Allemands dans le département de l'Aisne. Ils ne revinrent dans leur village en ruines qu'en avril 1919.
Le 25 septembre 1916, sur le territoire de la commune, pendant la bataille de la Somme, le sous-lieutenant Kurt Wintgens, as de l'aviation allemande avec au moins 18 victoires enregistrées, touché au cours d'un combat aérien, meurt à Villers-Carbonnel.

#### Seconde Guerre mondiale
La Drôle de guerre prit fin brusquement le 10 mai 1940 avec l'attaque allemande aux Pays-Bas, au Luxembourg et en Belgique. Après la percée allemande à Sedan, une suite de revers des armées française et britannique entraîna une avancée rapide des armées allemandes.
Le 17 mai 1940, les habitants de Villers-Carbonnel furent évacués par ordre de la préfecture de la Somme. Le 19 mai, les Allemands occupèrent les ponts sur la Somme à Pargny et Chuignolles.
Le général Weygand, nouveau commandant en chef des armées françaises depuis le 20 mai 1940, parvint à constituer une ligne de front la « ligne Weygand » sur le cours  de la Somme. La mission confiée au 2e bataillon du 41e régiment d'infanterie de la 19e division d'infanterie, le 23 mai, était la reprise des têtes de pont allemandes de Pont-lès-Brie, Saint-Christ-Briost et Épénancourt. Le 24 mai, les Français entrèrent dans Villers-Carbonnel mais durent se replier, les Allemands étant retranchés à quelques centaines de mètres du village. Le 26 mai, les Français prirent à nouveau le village et s'y maintinrent mais, le 5 juin 1940, les chars allemands pénètrent dans Villers et firent 250 prisonniers français.
Les combats de mai-juin 1940 détruisirent 60 % des immeubles de la commune dont le château d'Happlaincourt déjà très endommagé pendant la Grande Guerre.
La commune de Villers-Carbonnel a été libérée le 1er septembre 1944 par l'armée américaine.

## Politique et administration
| Période                                  | Période                      | Identité            | Étiquette | Qualité |
| ---------------------------------------- | ---------------------------- | ------------------- | --------- | ------- |
| Les données manquantes sont à compléter. |                              |                     |           |         |
| mars 1989                                | 2008                         | Pierre Karwicki     |           |         |
| mars 2008                                | 2020                         | Jean-Marie Défossez |           |         |
| 2020                                     | En cours (au 8 octobre 2020) | Grégory Orr         |           |         |

## Démographie
L'évolution du nombre d'habitants est connue à travers les recensements de la population effectués dans la commune depuis 1793. Pour les communes de moins de 10 000 habitants, une enquête de recensement portant sur toute la population est réalisée tous les cinq ans, les populations de référence des années intermédiaires étant quant à elles estimées par interpolation ou extrapolation. Pour la commune, le premier recensement exhaustif entrant dans le cadre du nouveau dispositif a été réalisé en 2005.

En 2022, la commune comptait 300 habitants, en évolution de −14,04 % par rapport à 2016 (Somme : −1,26 %, France hors Mayotte : +2,11 %).
| 1793 | 1800 | 1806 | 1821 | 1831 | 1836 | 1841 | 1846 | 1851 |
| ---- | ---- | ---- | ---- | ---- | ---- | ---- | ---- | ---- |
| 382  | 322  | 394  | 401  | 419  | 495  | 511  | 524  | 508  |

| 1856 | 1861 | 1866 | 1872 | 1876 | 1881 | 1886 | 1891 | 1896 |
| ---- | ---- | ---- | ---- | ---- | ---- | ---- | ---- | ---- |
| 488  | 496  | 475  | 597  | 487  | 447  | 486  | 462  | 458  |

| 1901 | 1906 | 1911 | 1921 | 1926 | 1931 | 1936 | 1946 | 1954 |
| ---- | ---- | ---- | ---- | ---- | ---- | ---- | ---- | ---- |
| 456  | 468  | 461  | 302  | 368  | 373  | 349  | 337  | 388  |

| 1962 | 1968 | 1975 | 1982 | 1990 | 1999 | 2005 | 2006 | 2010 |
| ---- | ---- | ---- | ---- | ---- | ---- | ---- | ---- | ---- |
| 346  | 319  | 291  | 267  | 272  | 304  | 296  | 298  | 321  |

| 2015 | 2020 | 2022 | - | - | - | - | - | - |
| ---- | ---- | ---- | - | - | - | - | - | - |
| 342  | 312  | 300  | - | - | - | - | - | - |

## Culture locale et patrimoine

### Lieux et monuments

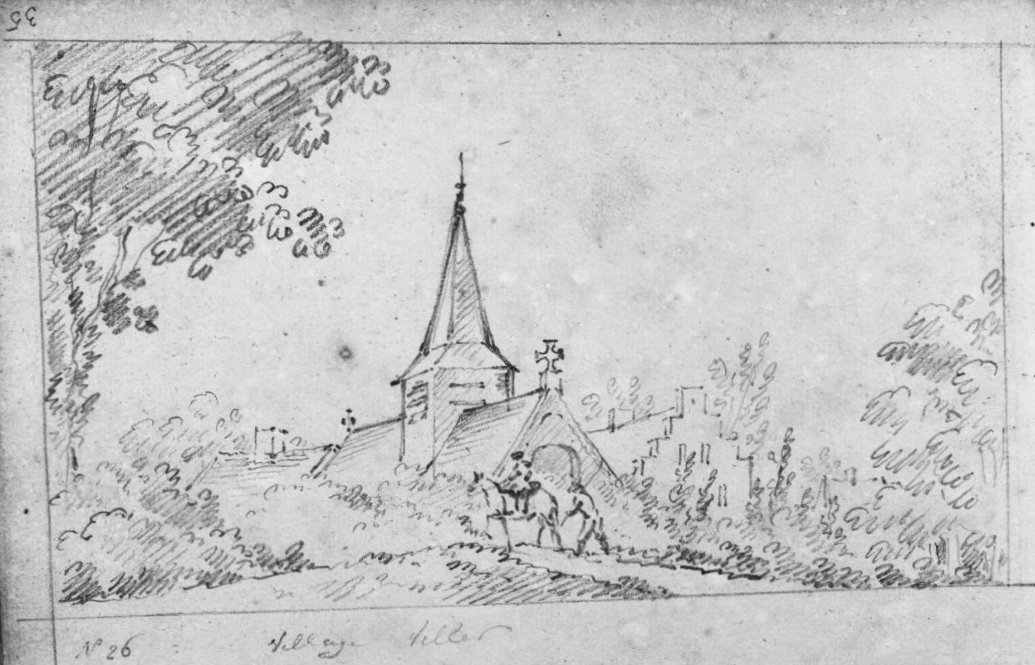
Église détruite en 1914-1918.

#### Église Saint-Quentin
Reconstruite en brique après la Première Guerre mondiale. Cette église succède à une autre, détruite pendant la Première Guerre mondiale, qui remontait en grande partie au XIIe siècle :
- vitraux abstraits de l'église actuelle, réalisés sur des cartons du peintre français Pierre Dmitrienko[a].

Anciens bâtiments industriels.

#### Château d'Happlaincourt
Ruines du château d'Happlaincourt, ou Happlincourt,, détruit au cours des combats de 1916, situé au milieu des marais de la Somme, en bordure du canal du Nord.
Cet édifice ruiné datait, en grande partie, du XIIIe siècle. Il consistait au Moyen Âge en un quadrilatère de bâtiments situé sur un terre plein maçonné, entouré de douves en eaux. Au début du XXe siècle, un seul côté du quadrilatère comportait encore des bâtiments, consistant en un long corps de logis construit en pierre sur deux niveaux, avec, en son centre, un massif pavillon, cantonné du côté des douves, par deux tours engagées encadrant l'entrée. Cette dernière se faisait sur un pont dormant, construit aussi en pierre. Au XIXe siècle, existait un autre corps de logis en retour sur la cour.
L'aspect du château d'Happlaincourt jusqu'en 1914 est connu par des dessins des frères Duthoit, des lithographies, des photos et des cartes postales anciennes.
Les ruines ont été inscrites aux Monuments Historiques, par arrêté du 24 avril 1926.

#### Ancien château de Villers-Carbonnel
L'ancien château de Villers-Carbonnel a aussi été détruit pendant la Première Guerre mondiale. Il se trouvait à proximité immédiate de l'église. Il consistait en un manoir de la fin du XVIIe siècle, situé dans une cour à laquelle on accédait par un portail du XVIe siècle. À côté de ce portail et à côté de l'église de Villers-Carbonnel, se trouvait une tourelle en brique et pierre utilisée en 1914 comme colombier.
La seigneurie de Villers-Carbonnel appartenait depuis la fin du XVIIe siècle à la famille Pieffort, qui en possédait encore le domaine sous la Restauration.

#### Cimetières
- Nécropole nationale de Villers-Carbonnel.
- Cimetière communal :
  - trois Chinois du corps de travailleurs chinois[c],[42], morts en 1918 et 1919, y ont été enterrés.

### Personnalités liées à la commune
- Kurt Wintgens, as de l'aviation allemande.

## Galerie

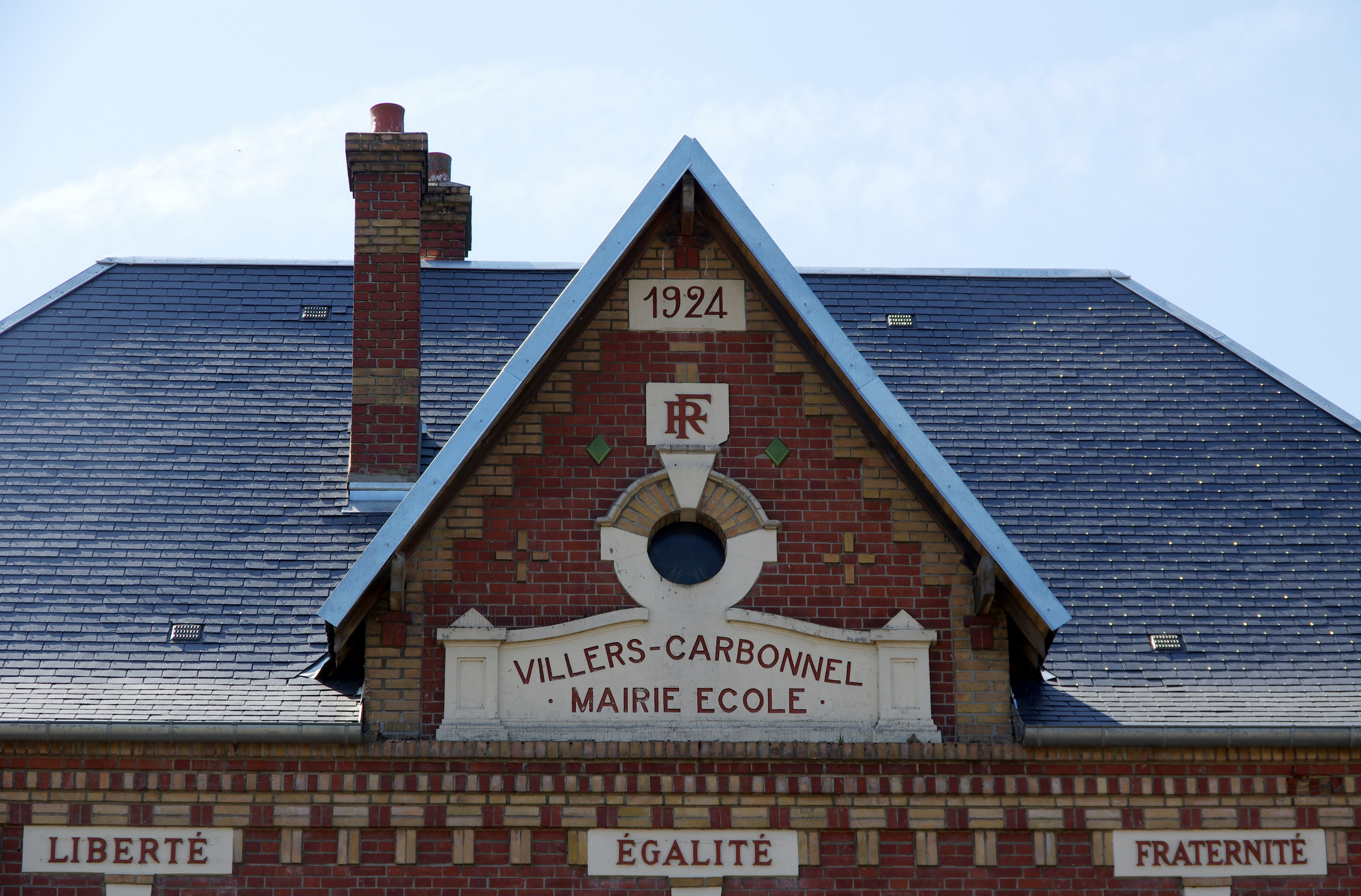
Fronton de la mairie-école.
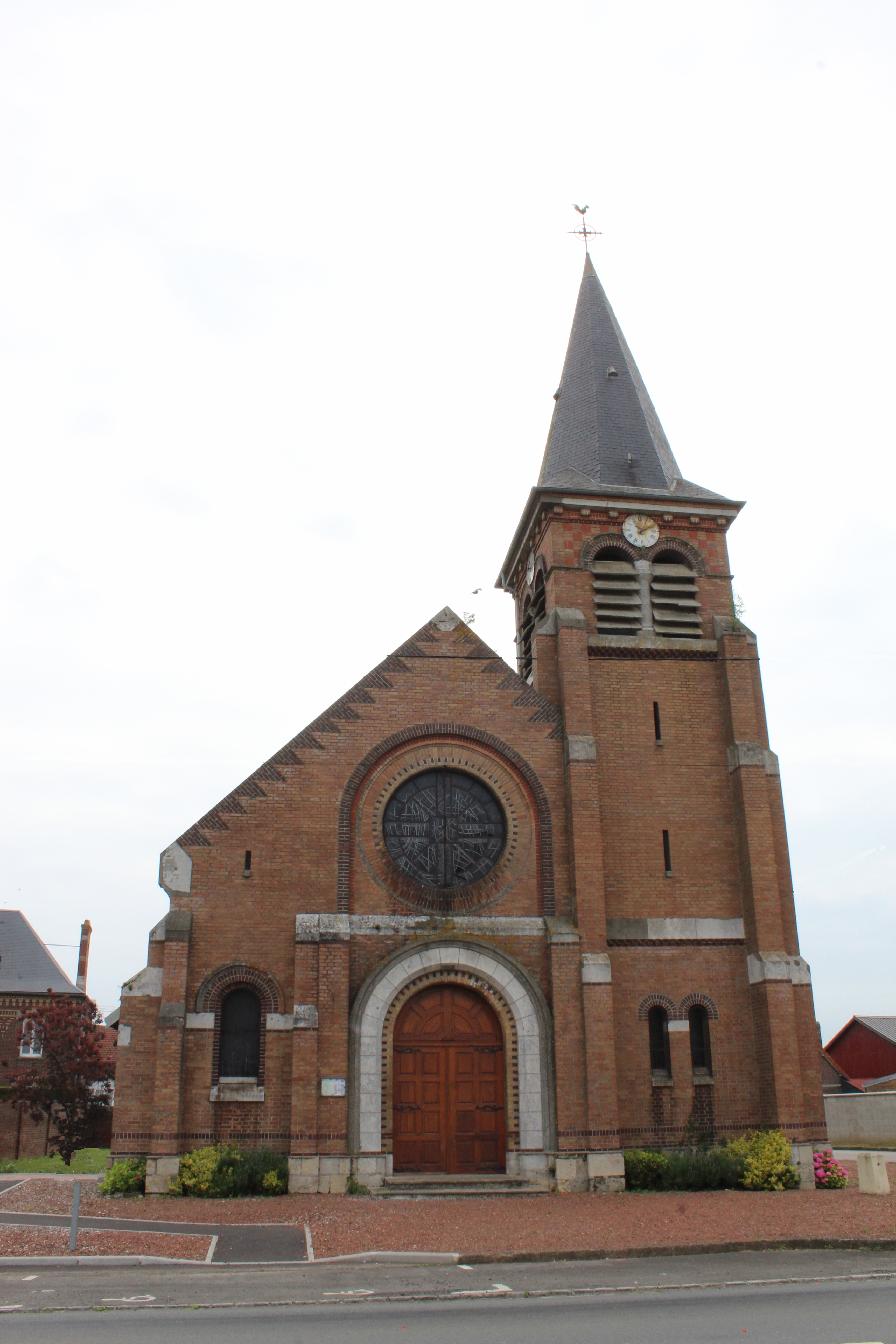
L'église.
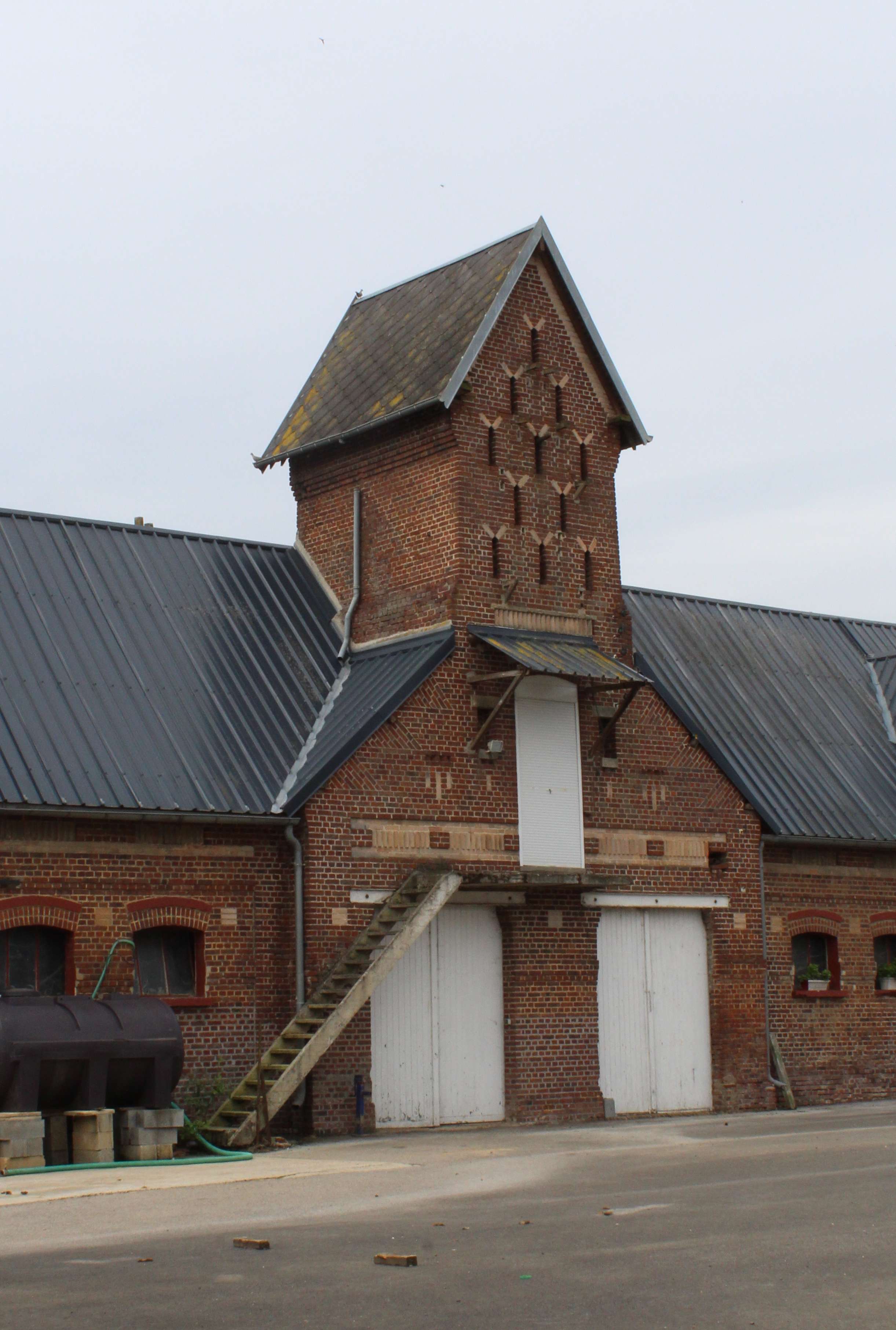
Pigeonnier dans la cour d'une ferme.
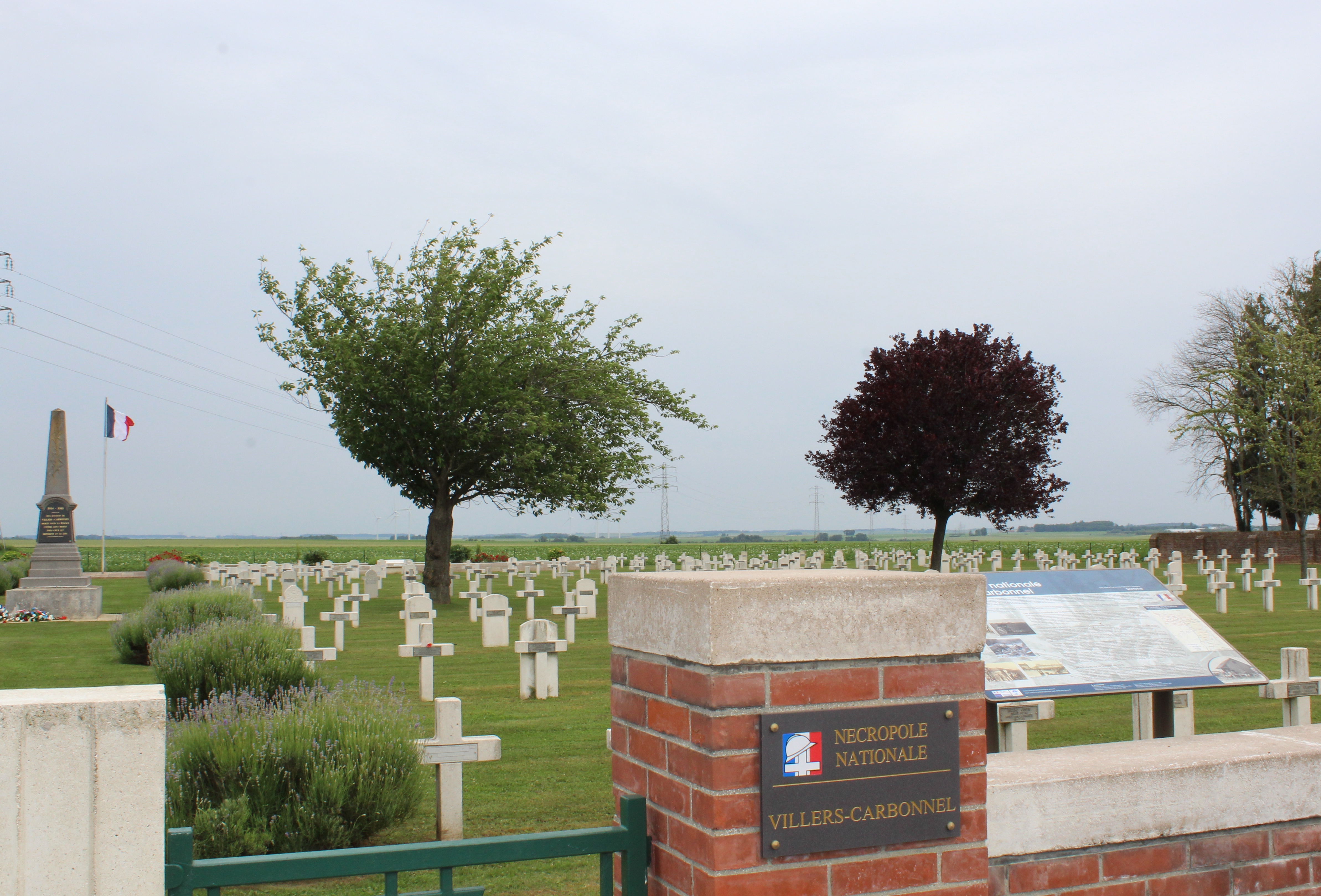
La nécropole nationale.
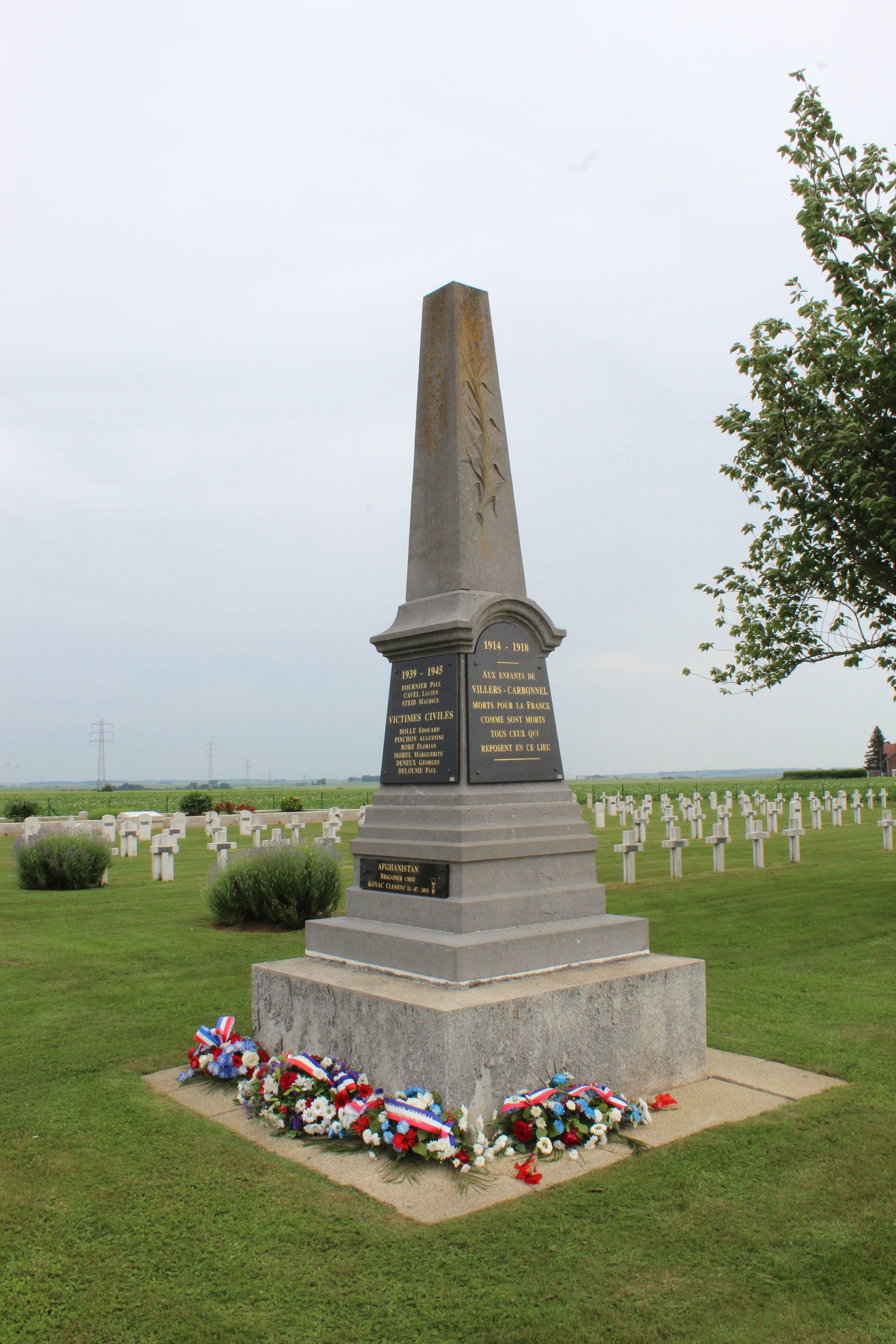
Le monument aux morts au centre de la nécropole.